# Concerti per clavicembalo di Wilhelm Friedemann Bach
Wilhelm Friedemann Bach, figlio primogenito di Johann Sebastian Bach e di Maria Barbara Bach (sua cugina di secondo grado)  , scrisse i sette concerti per uno o due clavicembali tra il 1735 e il 1767. Il compositore prese parecchio spunto dai concerti paterni, ma con la bizzarra particolarità di rendere in molti casi il movimento centrale il più lungo, cosa assai poco utilizzata nel periodo barocco.

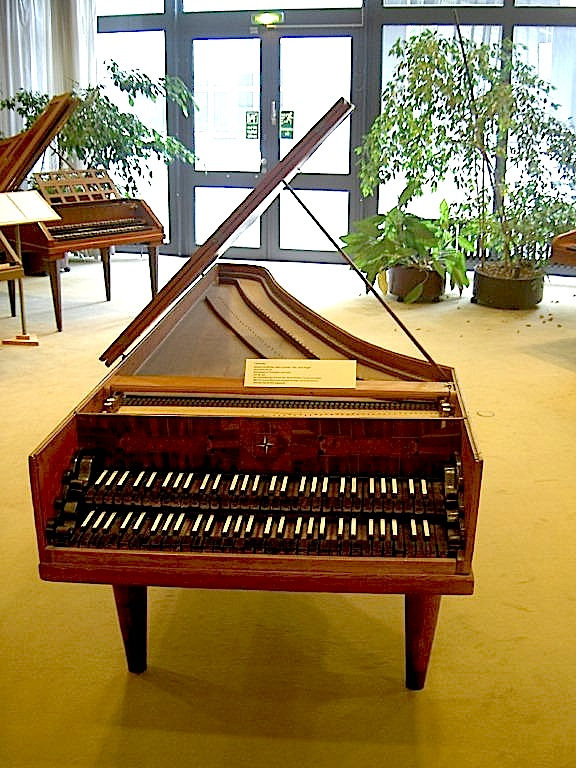
Il clavicembalo della famiglia Bach, utilizzato da Wilhelm Friedemann.

## Concerti per clavicembalo e archi
Wilhelm Friedemann scrisse cinque concerti per clavicembalo solista con accompagnamento di archi.
Il Concerto in Re maggiore F41 venne composto tra il 1735 e il 1740 e si suddivide in un primo Allegro, in un secondo Andante e in un conclusivo Presto, spesso presente come chiusura di questi concerti.
Il Concerto in La minore F45, anch'esso scritto tra il 1735 e il 1740, non ha indicazioni di tempo per quanto concerne il primo movimento. Per quanto riguarda invece il movimento centrale e quello finale, essi sono denominati rispettivamente Larghetto e Allegro ma non molto.
Il Concerto in Fa maggiore F44 venne scritto tra il 1740 e il 1745, quindi si può facilmente dedurre che è stato il terzo concerto per clavicembalo e archi composto da Wilhelm Friedemann. Questo è uno dei casi in cui il secondo movimento, un Molto adagio, è il maggiormente esteso; esso segue un contenuto Allegro ma non troppo e precede un classico Presto conclusivo.
Il Concerto in Fa minore F42 venne composto in epoca neoclassica, intorno al 1767. Sebbene il compositore cerchi di rimanere ancorato allo stile paterno, si nota già che il neoclassicismo ha irrimediabilmente influenzato il suo stile musicale. Non a caso infatti il primo movimento porta l'indicazione Allegro di molto, in quel tempo un tipico movimento di apertura delle sinfonie mozartiane, beethoveniane e haydniane. Seguono un poetico Andante, ancora una volta il più esteso, e un Prestissimo finale, molto simile a una danza salottiera di carattere rustico.
Il Concerto in Mi minore F43, anch'esso composto intorno al 1767, si suddivide in tre movimenti, rispettivamente un Allegretto, un Adagio e un Allegro assai, per i quali valgono le stesse nozioni del precedente concerto.

## Concerti per due clavicembali
Wilhelm Friedemann scrisse due "concerti doppi" per clavicembali.
Il Concerto in Fa maggiore F10 venne composto intorno al 1740. La sua particolarità che maggiormente capta l'attenzione dell'ascoltatore è il fatto che, contrariamente a come egli si possa aspettare, il suo organico comprende esclusivamente i due clavicembali, senza l'accompagnamento orchestrale  . Diciamo che si possa dunque trattare di un duetto, e non propriamente di un concerto. Il primo movimento è un Allegro moderato, il secondo un Andante e il terzo un classico Presto.
Il Concerto in Mi bemolle maggiore F46 venne scritto intorno al 1745. Al contrario di quello precedente, il suo ricco organico prevede l'utilizzo, oltre che ovviamente al clavicembalo, di due trombe, due corni, archi e timpani. Se lo strumento solista eseguisse i temi assieme agli altri strumenti, questi ultimi coprirebbero il suo suono quasi completamente, dunque è molto difficile trovare un punto in cui tutti suonino contemporaneamente (a meno che non si faccia riferimento al basso continuo). Contrariamente agli altri concerti, in questo il Cantabile centrale è il meno esteso. Il primo e il terzo movimento possiedono rispettivamente l'indicazione di Un poco allegro e Vivace. Nel complesso quindi andiamo incontro a una denominazione non molto usuale per quell'epoca.